# Ghaiba
Ghaiba (arabisch غيبة, DMG ġaiba ‚Verborgenheit, Abwesenheit‘) bezeichnet im schiitischen Islam eine Ebene des Daseins, in der heilige Menschen für andere nicht sichtbar sind, aber dennoch weiter leben.

## Geschichte
Es handelt sich um ein Glaubenskonzept, das den
Kernpunkt der Eschatologie vieler schiitischer Glaubensrichtungen bildet. Die Idee von der Verborgenheit trat zum ersten Mal im Jahr 700 bei den Kaisaniten auf, einer in Kufa lebenden Gruppe von Schiiten, die Muhammad ibn al-Hanafīya, den Sohn von Ali und einer seiner Sklavinnen, als den vierten Imam (im Sinne eines "religiös-politischen Oberhaupts", nicht im Sinne des gleichnamigen Vorbeters) ansahen; er sei nicht gestorben, sondern habe sich aus der Welt entfernt und lebe verborgen.
Jede Glaubensrichtung hat einen eigenen Verborgenen Imam. Auch von Jesus wird im Islam ein Leben in Verborgenheit angenommen. Die verschiedenen schiitischen Richtungen unterscheiden sich einerseits darin, welchen Imam sie als den Verborgenen Imam annehmen (z. B. Zwölferschiiten oder Siebenerschiiten), andererseits durch ihre Konzeption von "Verborgenheit".
Die Mehrheit der Schiiten, insbesondere die Zwölferschiiten, glaubt, dass der "letzte rechtmäßige" (z. B. 12.) Imam nicht gestorben sei, sondern in der Verborgenheit weiterlebe, aus der er am Ende der Zeit als Mahdi zurückkommen werde. Die Ismailiten dagegen glauben mehrheitlich, dass eine Linie verborgener Imame sich im Geheimen vom Vater auf den Sohn fortsetze, bis sie in Gestalt des Mahdi wieder öffentlich hervortrete. Das bekannteste Beispiel hierfür ist der Anspruch des Fatimidenkalifs Abdallah al-Mahdi. Die Rückkehr des Imams ist für Ismailiten nicht notwendigerweise mit dem Ende der Zeit verbunden.
Eine besondere Gruppe bilden die Sabaʾiyya, die auf die Rückkehr Alis warten. Ali regierte als 4. Kalif und stellt als erster Imam die Gründergestalt der Schiiten dar. Die Sabaʾiyya (s. a. ʿAbdallāh ibn Sabaʾ) halten Berichte von seiner Ermordung 661 für unwahr und betrachten ihn als den in Verborgenheit weiterlebenden, einzigen Imam.

## Zwölferschiiten
Bei den Zwölferschiiten gilt Muhammad al-Mahdī, der Sohn des 11. schiitischen Imams Hasan al-ʿAskarī, als 12. und "Verborgener" Imam, wobei die historische Existenz dieses Sohnes außerhalb der Zwölferschia nicht unumstritten ist. Nach Lehre der Zwölferschiiten wurde Muhammad noch zu Lebzeiten des Vaters vor Verfolgung durch die Abbasiden versteckt, so dass mit dem Tod des 11. Imams die Zeit der Verborgenheit begann. Der 12. Imam soll zunächst mit seinen Anhängern durch seine Repräsentanten (wakīl) in Kontakt geblieben sein. Diese werden auch als "sprechende Imame" (ناطِق, DMG nāṭiq) oder Abgesandte (arabisch: sufarāʾ; Einzahl: safīr) bezeichnet. Diese "Kleine Verborgenheit" endete mit dem Tod des vierten Abgesandten im Jahre 940. Seither lebe der 12. Imam in der "Großen Verborgenheit", bei der er keinen Kontakt mehr mit den Lebenden hat, obwohl er als noch als lebendig betrachtet wird. Der Verborgene Imam soll am Ende der Zeit als Mahdi zurückkommen.
Nach Suhrawardi ist der Mahdi inkognito gegenwärtig, aber er kann seine Anwesenheit nicht verraten, weil er sofort seine spirituelle Kraft verlieren würde.

## Ismailiten
Für die Ismailiten begann die Verborgenheit mit Ismail, dem Sohn des allgemein als Imam anerkannten Dschaʿfar as-Sādiq. Die Ismailiten nehmen an, dass der von seinem Vater zum Nachfolger bestimmte Ismail im Jahre 760 nicht starb (wie es die Zwölferschiiten überliefern), sondern sich vor der Unterdrückung der Abbasiden verbarg. Nach ismailitischer Lehre setzte sich seine Linie im Geheimen vom Vater auf den Sohn fort.

### Qarmaten (Siebenerschiiten)
Bei den Ismailiten kam es hier nach zwei Generationen zu Spaltungen in verschiedene Richtungen: die Qarmaten betrachten Muhammed ibn Ismail, nach ismailitischer Zählung der 7. Imam, als "Verborgenen Imam". In ihrem Konzept ähneln diese Siebenerschiiten den Zwölferschiiten. Diese Tradition wird heute von den Bohras in Bombay fortgeführt.

### Fatimiden
Andere Nachfolgelinien ergaben sich 902, als der ismailitische Dāʿī Abdallah al-Mahdi mit dem Anspruch auftrat, "Nachkomme des letzten bekannten Imams" und 11. Imam zu sein. Dieser Anspruch wurde von den meisten Ismailiten anerkannt, nicht jedoch von den Qarmaten. Abdallah al-Mahdi begründete das Kalifat der Fatimiden (910–1171), aus dessen Nachfolgestreitigkeiten die folgenden ismailitischen Richtungen sowie die Drusen hervorgingen.

### Nizariten
Die ismailitischen Nizariten betrachten Nizār ibn al-Mustansir, der 1094 bei der Thronfolge des Fatimidenkalifats übergangen wurde, als den rechtmäßigen 19. Imam. Seither wird das Imamat vom Vater auf den Sohn vererbt. Da sich diese Imame nicht verbargen, begann für die Nizariten keine neue Periode der Verborgenheit. Zu dieser Richtung gehörten die Assassinen der Kreuzzugszeit. Nach der Zerstörung der nizaritischen Festung Alamut durch die Mongolen kam es auch hier zu einer Spaltung zwischen zwei Linien, den bis heute in Syrien lebenden Mu’miniten und den über Persien nach Indien gelangten Qasimiten. Aga Khan V., der aktuelle Nachkomme der Quasimitenlinie, wird von den meisten heutigen Nizariten als Imam anerkannt.

### Tayyibiten
Eine weitere Spaltung der Ismailiten erfolgte 1130 nach der Ermordung des 10. Fatimidenkalifen und 20. Imams al-Amir. Mit dessen Sohn at-Tayyib Abi l-Qasim begann nach Lehre der Tayyibiten (vgl. Bohras und Dawudi Bohras) eine neue, bis heute andauernde Periode der Verborgenheit (Satr genannt). Bei den Tayyibiten sind die Vertreter des Verborgenen Imams die Dā'ī al-Mutlaq.

## Drusen
Den Drusen gilt der 6. Fatimidenkalif und 16. Imam al-Hakim nicht nur als Mahdi, sondern sogar als inkarnierte Gottheit. Der Status der Drusen als Muslime wird daher kontrovers diskutiert.